# Premio Leopardo delle Nevi
Il premio Viaggio tra le cime più alte dell'Unione Sovietica, meglio noto come premio Leopardo delle nevi (in russo: Снежный барс) è stato un premio alpinistico sovietico, dato ad alpinisti di alto livello. Viene ancora riconosciuto nella Comunità degli Stati Indipendenti. Per ricevere questo premio, uno scalatore deve conquistare tutti i cinque picchi di 7000 metri e oltre che si trovano nella ex Unione Sovietica.
Nelle montagne del Pamir in Tajikistan ci sono tre picchi Leopardo delle nevi, Il picco Ismail Samani (ex picco del Comunismo), 7.495 m, il picco Korženevskaja, 7.105 metri e il picco Ibn Sina (ex picco Lenin), 7.134 m, sul confine Kirghizistan-Tagikistan. Nel Tian Shan ci sono due picchi Leopardo delle nevi, il picco Žeņiš Čokusu (o pik Pobedy), 7.439 metri, in Kirghizistan (sul confine con la Cina), e il Khan Tengri, 7010 m, al confine Kirghizistan-Kazakistan.
L'elevazione geologica del Khan Tengri è 6995 m, ma la sua calotta glaciale arriva a 7010 m. Per questo motivo, è considerato un settemila.
In ordine di difficoltà il picco Žeņiš Čokusu è di gran lunga il più difficile e pericoloso, seguito dal Khan Tengri, dal picco Ismail Samani, dal picco Korženevskaja, e dal picco Ibn Sina.
Ci sono più di 600 scalatori, tra cui 31 donne, che hanno ricevuto questo premio dal 1961 fino al 2012.
Il primo italiano a conquistare il premio è stato Carlalberto Cimenti detto Cala, raggiungendo con successo la cima del picco Ismail Samani il 19 agosto 2015.

## Record
- Boris Korshunov (Russia, Mosca) - 9 volte leopardo delle nevi (1981 - 2010).
- Boris Korshunov (Russia, Mosca) - ultimo premio all'età di 69 anni
- Andrzej Bargiel (Polonia) - tutte le 5 salite in 29 giorni 17 ore e 5 minuti di uno stesso anno (estate 2016).